# Yo fui testigo
Yo fui testigo fue una serie de televisión de Argentina emitida desde 1986 a 1989 que tenía por tema en cada episodio un acontecimiento real ocurrido en el país o la biografía de un personaje con trayectoria pública, que se desarrollaba entrecruzando el periodismo y la ficción. Los guiones eran realizados por los escritores Ricardo Halac y Juan Carlos Cernadas Lamadrid en tanto la presentación y relatos estaban a cargo del actor Arturo Bonín. Dichos guiones fueron posteriormente publicados individualmente por la Editorial Perfil.

## Los autores y el narrador
Ricardo Halac es un dramaturgo y periodista argentino. Trabajó en El Mundo y La Opinión y pertenece a la generación de dramaturgos argentinos del "nuevo realismo". En televisión se inició en Canal 7 colaborando en los libretos de la serie Historias de jóvenes,
Juan Carlos Cernadas Lamadrid es un guionista argentino de cine y televisión de larga trayectoria en su país. Por su labor en televisión fue galardonado con el premio "Lasalle" al mejor autor. Escribió el guion de Fortín Quieto, la primera miniserie en color realizada en Argentina, la que fue premiada por la Secretaría de Cultura de la Nación. También recibió el premio Prensario por el guion de Nosotros y los miedos, y el Premio Martín Fierro por el guion del documental para televisión Yo fui testigo. Es docente de guion en distintos institutos y universidades del país.
Arturo Bonín (1943-2022) fue un actor argentino que trabajó en numerosas películas nacionales y en telenovelas y series cómicas de su país, como Regalo del cielo, De corazón, Los buscas de siempre, Vidas robadas, o la tira para adolescentes Rebelde Way. En 1991 recibió el Premio Konex - Diploma al Mérito.

## Los temas e intérpretes
Entre los acontecimientos y biografías que fueron tema de episodios se encuentran el Caso Schoklender, Azules y Colorados, la epidemia de poliomielitis de 1956 en Argentina y las biografías de José María Gatica, Che Guevara, Enrique Santos Discépolo, José López Rega y Eva Perón. Las historias se ficcionalizaban  con intérpretes no demasiado conocidos que se iban alternando: María Fiorentino, Marcelo Matzeiko, Mario Alarcón, Federico D'Elía y Walter Longo.

## Las emisiones
El programa se emitió durante 1986 por Canal 13 que en ese momento era de propiedad del Estado. Hubo quejas y presiones de algunas personas, como la del comisario Luis Margaride, el almirante Isaac Francisco Rojas, el diputado peronista Juan Labaké y el general Juan Carlos Onganía.
En diciembre no quiso renovar el contrato, por lo cual al año siguiente pasó a Canal 2 de La Plata, dirigido en ese momento por Héctor Ricardo García, emitiéndose también durante 1988 y 1989.

## Algunos episodios[3]
- 4-9-1986: El Tío. "El insólito fenómeno del camporismo"
- 11-9-1986: La Tortura. "La historia de la más execrable represión"
- 18-9-1986: Los Esclavos de este siglo. "El Chaco. Década del 20. Luchas obreras en los quebrachales"
- 25-9-1986: Libre o Laica. "La polémica que convulsionó a la juventud hace 25 años"

## Lista de guiones publicados por editorial Perfil
- Nro 01: Eva Perón
- Nro 02: Las Barras Bravas
- Nro 03: Azules y Colorados
- Nro 04: La Masacre de Ezeiza
- Nro 05: Los Schoklender
- Nro 06: El "Che" Guevara
- Nro 07: El Antisemitismo
- Nro 08: Los Militares y el Mundial
- Nro 09: El Sexo en la Argentina
- Nro 10: López Rega
- Nro 11: Ringo
- Nro 12: La Censura
- Nro 13: El "Tío" Cámpora
- Nro 14: Delincuencia Juvenil
- Nro 15: Chau, "Mono"
- Nro 16: Perón, Segunda Presidencia
- Nro 17: El Autoritarismo y la Tortura
- Nro 18: Rucci y el Sindicalismo[4]
- Nro 19: Los golpes militares[4]
- Nro 20: Dictadura o Democracia.[4]

Cuando se había terminado la colección, ya en 1987, luego de los levantamientos de militares carapintadas, editaron un volumen con el Nro 21 titulado El Día Que Ganamos la Democracia.

## Valoración
Escribió Ricardo Halac:

”Programas de unitarios como… Yo fui testigo , eran esperados por audiencias compuestas por grupos muy heterogéneos de personas. En el interior eran demandados y en muchas ciudades, actores, profesionales, estudiantes, modificaban los horarios de algunas de sus actividades nocturnas para poder ver el programa…. Otra característica que refleja la potencia de los unitarios es que de muchos de ellos salieron obras de teatro, o películas…. con el retorno de la democracia, vino el boom de programas como Compromiso  y Yo fui testigo…..En Yo fui testigo, en el que se analizaba la vida de grandes figuras o episodios de nuestra historia, aparte del cariz decididamente documental, creo que fue un hallazgo la mezcla entre ficción, material de archivo y un locutor -el excelente actor Arturo Bonín en este caso- que en exteriores servía de narrador y entrevistaba gente. El programa fue estudiado en Alemania y se concluyó que los argentinos habían creado un nuevo género.”